# Gaetano Cima
Gaetano Cima (Cagliari, 16 agosto 1805 – Cagliari, 4 febbraio 1878) è stato un architetto italiano.

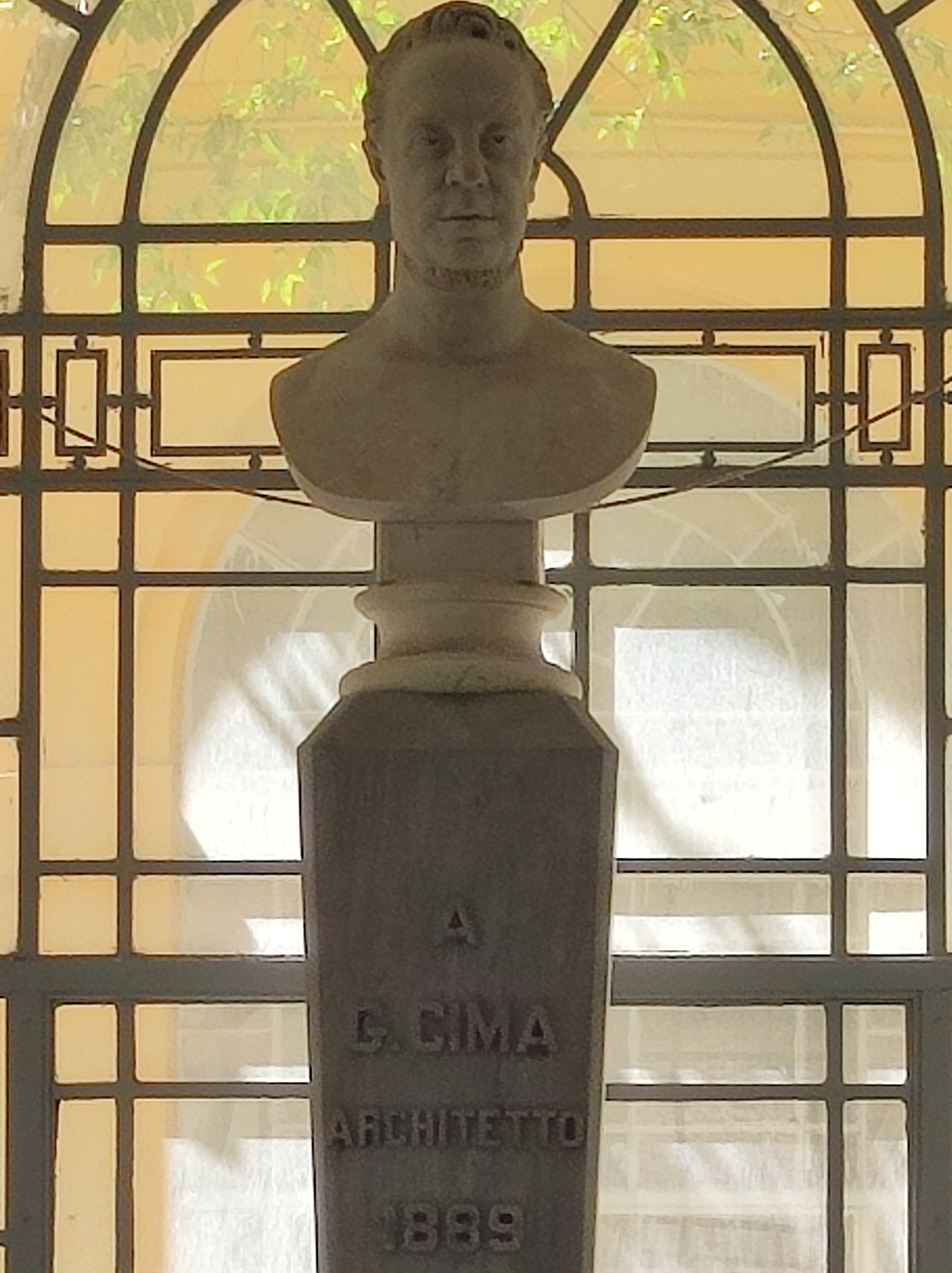
Busto di Gaetano Cima, realizzato da Giovanni Pandiani, all'Ospedale Civile di Cagliari

È considerato uno dei più grandi architetti della Sardegna. Le sue opere, in stile neoclassico, sono presenti in ogni parte dell'Isola.

## Biografia
Gaetano Cima nacque a Cagliari nel 1805 da Filippo e Anna M. Marchesoli, di agiata condizione sociale. 
Intraprese gli studi dal 1826 a Torino qualificandosi come architetto civile nell'agosto del 1830 e in seguito studiò per tre anni all'Accademia delle Belle Arti di Roma, dove ebbe per maestri anche Luigi Canina e Luigi Poletti. 
Terminati gli studi, iniziò a collaborare con la pubblica amministrazione, lavorò per il Genio Civile fino a poco prima diretto dall'architetto Giuseppe Cominotti, in questo ruolo si trovò a rifare il progetto per il Teatro Civico essendo stato valutato come troppo oneroso il progetto originario del Cominotti.
In seguito (nel 1837), per divergenze con la direzione del circondario di Sardegna, divenne direttore dell'Ufficio Tecnico del capoluogo sardo. 
Tra gli altri progetti vi furono la ricostruzione della chiesa di San Giacomo a Cagliari di cui venne poi realizzata la sola facciata, la villa Santa Maria a Pula e la chiesa di Santa Maria Assunta a Guasila. Del 1841 è la progettazione della chiesa di San Francesco a Oristano; mentre la realizzazione delle piante dell'ospedale civile cagliaritano è del 1844. A questi si aggiungono numerosi progetti di modifica e abbellimento di palazzi signorili del Castello di Cagliari e del palazzo dei conti Nieddu.
Successivamente si dedicò alla libera professione e all'insegnamento presso l'Università della città natale, dove fu docente di architettura civile, disegno e ornato, insegnamento che in seguito assunse il nome di Architettura civile, Architettura e Disegno d'ornato e, infine, Disegno d'ornato e d'architettura elementare.
Il 24 marzo 1840 gli fu affidata la direzione del Regio Museo.  Il 3 aprile 1864 divenne preside della neo costituita Facoltà di Scienze fisiche, matematiche e naturali di Cagliari, incarico che mantenne fino all'anno accademico 1876-1877.
Morì a Cagliari il 4 febbraio 1878, le sue spoglie furono tumulate nel cimitero monumentale di Bonaria. 
Si conosce l'esistenza di una sola fotografia in vita del Cima (Collezione Pisu).

## Opere

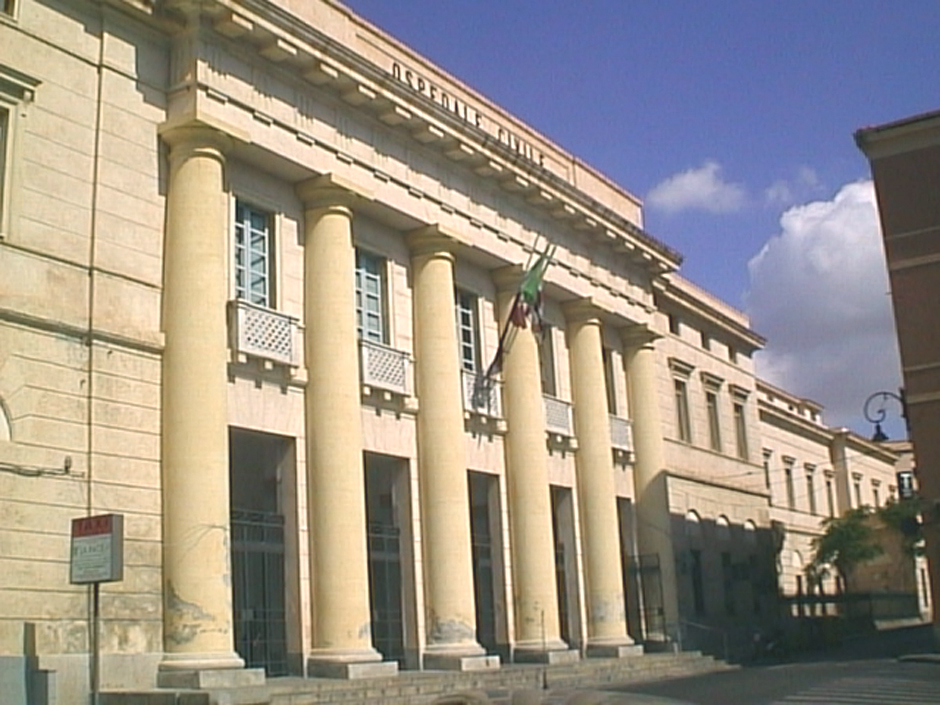
Il vecchio Ospedale Civile a Cagliari

### Architettura civile
- Ospedale San Giovanni di Dio a Cagliari, è considerato l'opera più importante del Cima. Edificio a suo tempo modernissimo, venne edificato tra gli anni '40 e '50 del XIX secolo.
- Palazzo Aymerich a Laconi
- Palazzo comunale a Laconi
- Villa Santa Maria a Pula
- Villa Pitzalis a Tuili
- Villa Asquer a Tuili
- Casino Tola a San Sperate
- Palazzo Corrias Carta a Oristano
- Teatro Civico di Cagliari, rielaborazione del progetto dell'architetto Giuseppe Cominotti datato 1831-1832

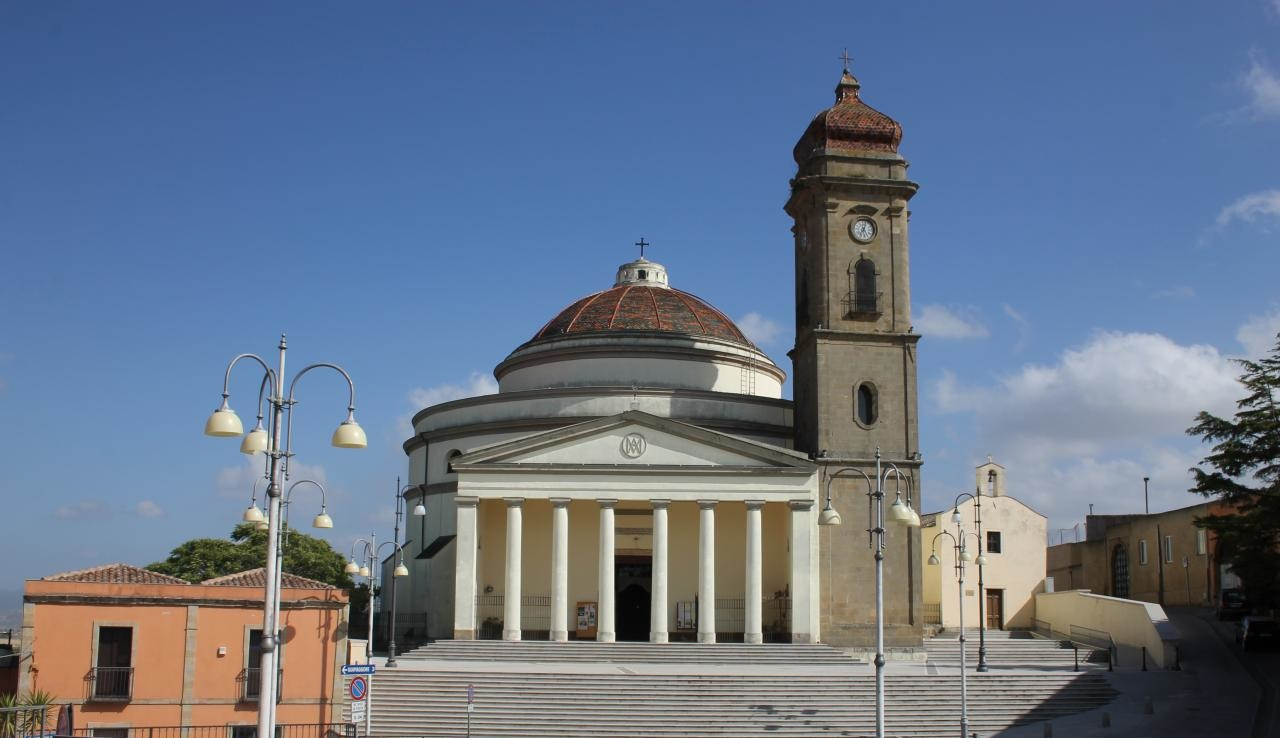
Santuario della Beata Vergine Assunta (Guasila)

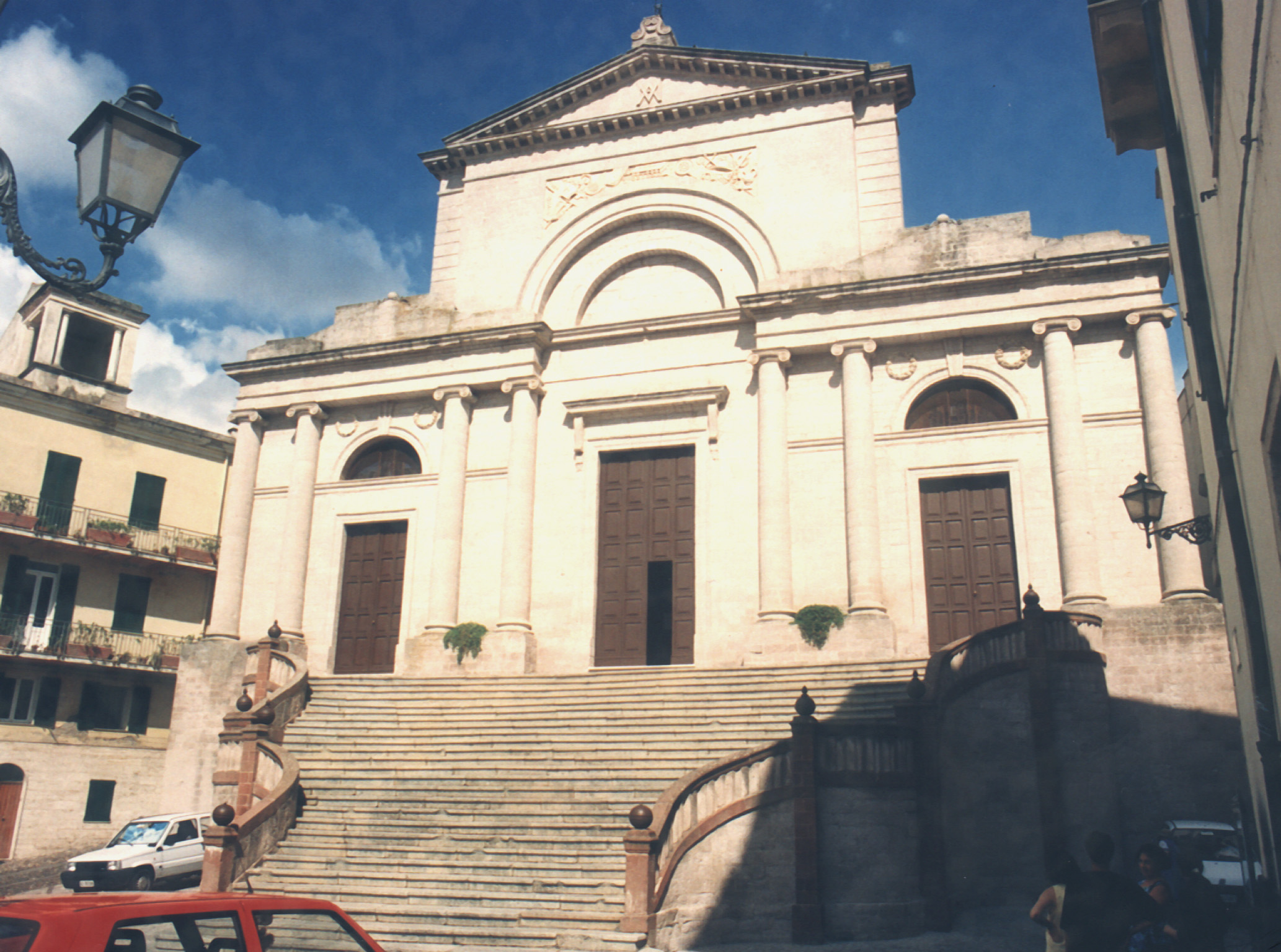
Il Duomo di Ozieri

- Palazzo Piroddi (1870) a Lanusei

### Architettura religiosa
- Chiesa di Santa Maria Assunta, parrocchiale di Guasila, edificata tra il 1840 e il 1852
- Cattedrale dell'Immacolata a Ozieri
- Chiesa di San Francesco a Oristano
- Facciata della chiesa collegiata di San Giacomo a Cagliari
- Chiesa di Nostra Signora di Monserrato (Burcei) a Burcei, edificata su progetto del Cima nel 1886
- Campanile destro della concattedrale di Terralba, realizzato su progetto del Cima nel 1840.